# Липская, Роза Афроимовна
 Ро́за Афро́имовна Ли́пская (1907, Свислочь — 1980, Минск) — руководитель подпольной группы в Минском гетто с марта 1942 года по апрель 1943 года, партизанка семейного отряда при  106-м партизанском отряде Барановичской области.

## Биография
Роза Липская родилась в местечке Свислочь Осиповичского района Могилевской области в еврейской рабочей семье. В 1928 году вступила в ВКП(б) и в 1932 г. была направлена белорусской парторганизацией на учёбу в Коммунистический университет национальных меньшинств Запада в Москве.
В Москве она познакомилась со своим первым мужем, уроженцем Лодзи, польским коммунистом Яковом Мееровичем Шленским. В 1938 г. он был приговорен к 10 годам заключения в лагерях по статье 68 УК БССР за шпионаж в пользу Польши. После войны Яков Шленский вернулся на родину и в 1968 г. эмигрировал в Данию.
До войны Роза Липская работала заместителем директора и парторгом фабрики стеклянной игрушки «1 Мая». После нападения Германии на Советский Союз она с сыном, сестрами и их детьми пытались бежать из Минска, но это не удалось из-за быстрого продвижения немецких войск.
Минск был оккупирован 28 июня 1941 г. и сразу после оккупации города Роза Липская вместе со Славой Гебелевой-Асташинской, Цилей Ботвинник, Рахиль Кублиной начали собирать продукты и одежду для узников лагеря военнопленных в Дроздах. Они же помогали военнопленным, в том числе 15 советским командирам, бежать из лагеря.
19 июля был отдан приказ о создании минского гетто, в котором было блокировано до 80 тысяч людей. В гетто постоянно проводились облавы. Во время одной из них Роза Липская попала вместе с сыном Феликсом в душегубку, из которой они смогли чудом убежать.
Липская принимала активное участие в создании подпольной организации в минском гетто и, после ухода в партизаны Матвея Пруслина, стала секретарем третьей из 22-х созданных конспиративных «десяток». Работая в немецких войсковых оружейных мастерских (16 июля 1941 — 12 июня 1943), она занималась сбором оружия для подпольщиков и партизан. Подпольщицы под командованием Липской сделали в своих котелках фальшивое дно, чтобы класть туда заранее припрятанные детали, и надевали высокие резиновые сапоги, в которых можно было спрятать оружие. Мария Карантавер, входившая в десятку Липской, доставала одежду, обувь и фальшивые документы для тех, кто отправлялся в лес к партизанам.
Роза Липская держала в гетто конспиративные квартиры, добывала медикаменты через врачей местного госпиталя. Благодаря её усилиям, медикаменты также выкупались в аптеках вне гетто, в «русских» районах, воровались у немцев, а на улице Обувной подпольщики смогли создать тайную аптеку.
Когда в апреле 1943-го гетто потеряло связь с партизанами, Роза Липская вышла на связь с бригадой имени Фрунзе, в которой партизанил Гирш Смоляр. Он начал регулярно присылать в гетто проводников и инструкции. В июле 1943-го партизанская связная Циля Клебанова передала группе Липской приказ: забрать всё подготовленное оружие и медикаменты и уходить в лес в расположение партизанского отряда имени Кутузова.
За несколько месяцев до окончательной ликвидации гетто, Липская вместе с сыном Феликсом, вторым мужем, подпольщиком Ароном Фитерсоном, и группой, насчитывающей 24 человека, совершила один из последних побегов из Минского гетто.
До прихода Красной армии в августе 1944 г. группа Липской входила в состав партизанского отряда, в котором помимо боевой роты был и семейный лагерь, дислоцировавшийся в Налибокской пуще в районе Барановичей и Новогрудка. Лагерь и семейный отряд был создан приказом командира Барановичского партизанского соединения Василия Чернышева. Для этой цели из отряда им. Буденного был выделен кавалерийский взвод во главе с Шоломом Зориным. В партизанском отряде Шолома Зорина Роза Липская была медсестрой.
После войны Роза Липская долгие годы работала председателем артели детской игрушки «1 Мая», размещавшейся по ул. Немига.

## Семья
Сын Розы Липской Феликс стал хирургом и работал в Минске. В 1969 году он взял в жёны Софью Шрагович-Липскую, в его семье — две дочери, две внучки и два внука. Феликс Липский является автором ряда публикаций по истории Минского гетто и еврейского партизанского движения в Беларуси. В качестве президента (1991—1998) и затем почетного президента Белорусской ассоциации евреев — бывших узников гетто и нацистских концлагерей он защищает интересы выживших жертв Холокоста.